# Reichsuniversität Groningen
Die Reichsuniversität Groningen (niederländisch Rijksuniversiteit Groningen), kurz RUG, ist die zweitälteste Universität der Niederlande. Sie wurde am 23. August 1614 in Groningen gegründet. Bis 1876 war die Unterrichtssprache Latein. Der erste Rektor war Ubbo Emmius.
Heute sind etwa 30.000 Studenten in den Bachelor- und Masterstudiengängen der neun Fakultäten eingeschrieben (Stand 2016), weitere 775 arbeiten auf eine Promotion hin. Jährlich verlassen sie etwa 2.500 mit einem akademischen Abschluss. Die Universität Groningen ist damit nach den Universitäten in Amsterdam und Utrecht die drittgrößte Universität der Niederlande. Die Universitätsbibliothek Groningen ist nach der in Leiden die zweitgrößte Universitätsbibliothek der Niederlande. Die Universität Groningen ist neben der Universität Leiden eine von zwei niederländischen Mitgliedern der Coimbra-Gruppe.

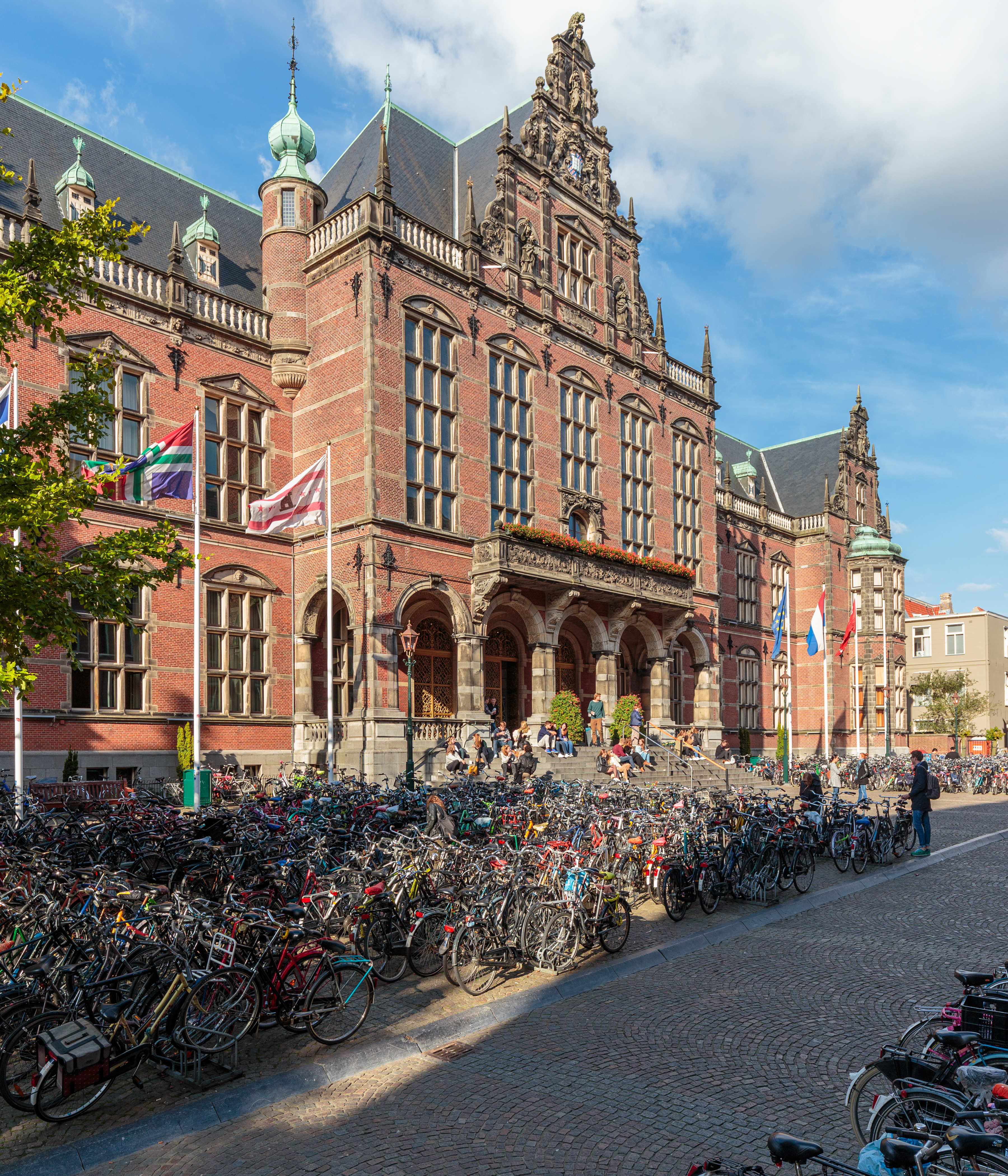
Akademiegebäude mit Fahrrädern

Das Motto der Universität lautet: „werken aan de grenzen van het weten“ (an den Grenzen des Wissens arbeiten).
Die Universität nimmt am ERASMUS-Stipendiatenprogramm teil. Seit 1994 arbeitet die Reichsuniversität als externer Kooperationspartner mit einigen bundesdeutschen Universitäten im Verbund Norddeutscher Universitäten zur Verbesserung von Lehre und Forschung zusammen.
Die Universität wurde 2007 vom Centrum für Hochschulentwicklung zu der sogenannten Excellence Group der 56 besten Universitäten in Europa gezählt. Mit englischsprachigen Studiengängen und 61 % ausländischen Doktoranden (der höchste Anteil aller Universitäten der Excellence Group) weist die Universität Groningen einen vergleichsweise hohen Internationalisierungsgrad auf.

## Geschichte

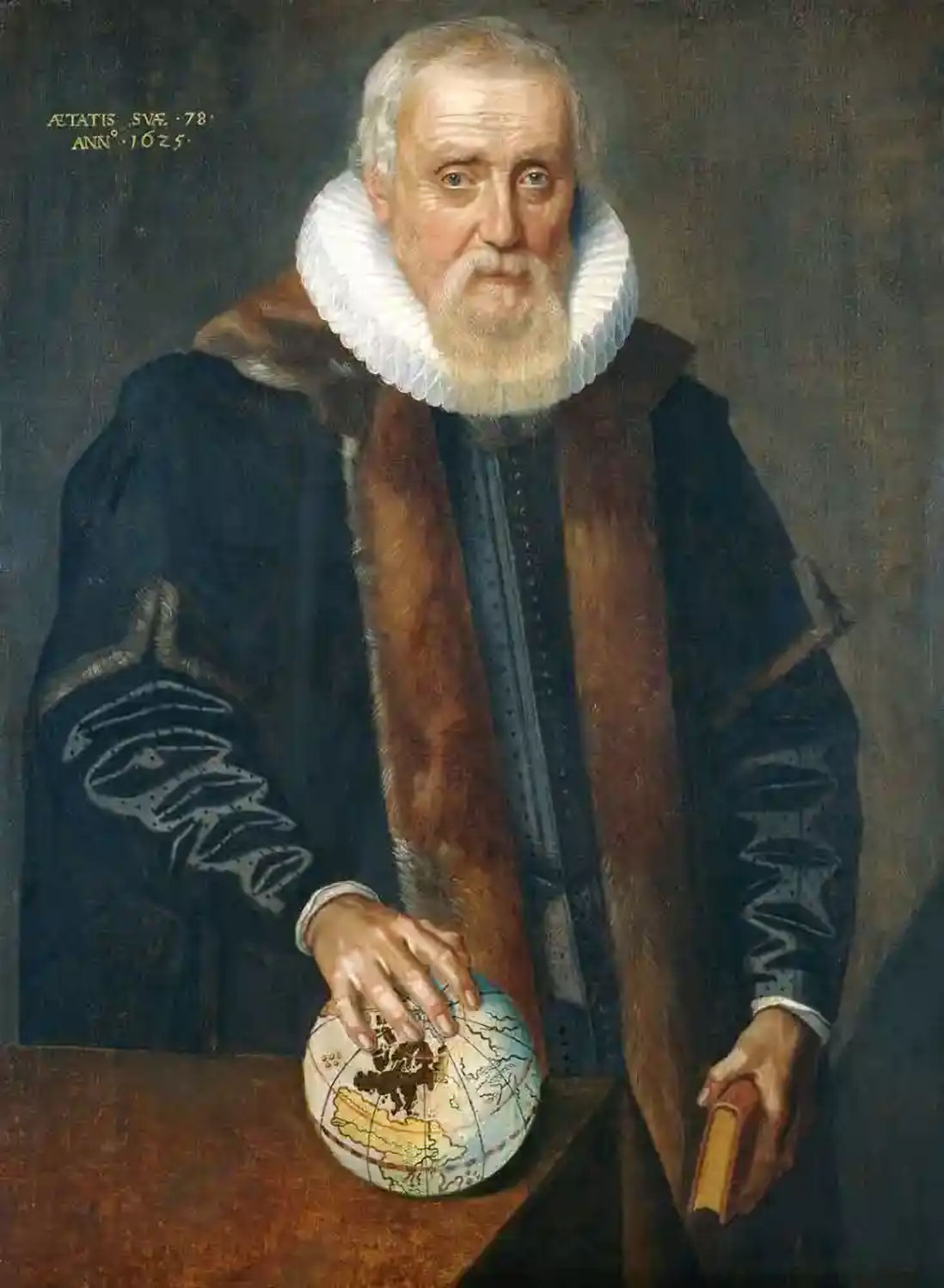
Ubbo Emmius war der erste Rector Magnificus der Universität Groningen

Die Einrichtung wurde 1614 auf Initiative der Regionalversammlung der Stadt Groningen und den umliegenden Regionen als Universität gegründet. Es gab vier Fakultäten: Theologie, Jura, Medizin und Philosophie.
Das Wappen der Universität wurde 1615 von den Landständen Groningens bestätigt. Es besteht aus dem Provinzwappen mit einem aufgeschlagenen Buch, auf dem die Worte VER/BVM/DNI LV/CER/NA stehen, der Anfang des Mottos Verbum Domini Lucerna Pedibus Nostris – Des Herren Wort ist die Leuchte für unsere Füße. Der Schild wird von einer goldenen Krone mit fünf Blättern und vier Perlen gekrönt.
In den ersten 75 Jahren ihres Bestehens schrieben sich jedes Jahr etwa 100 Studenten ein. Fast die Hälfte der Studenten und Dozenten kam von außerhalb der Niederlande. Auch der erste Rector magnificus, Ubbo Emmius, stammte aus Ostfriesland. Gleichzeitig gab es bereits eine enge Beziehung zwischen der Universität und der Stadt und der umliegenden Region.
Die Entwicklung der Universität kam Ende des 17. und während des 18. Jahrhunderts aufgrund theologischer Meinungsverschiedenheiten, eines schwierigen Verhältnisses zur Regionalversammlung und politischer Probleme, zu denen auch die Belagerung der Stadt durch Christoph Bernhard von Galen im Jahr 1672 gehörte, zum Stillstand. In dieser Zeit waren durchschnittlich zwei- bis dreihundert Studenten gleichzeitig an der Universität eingeschrieben.

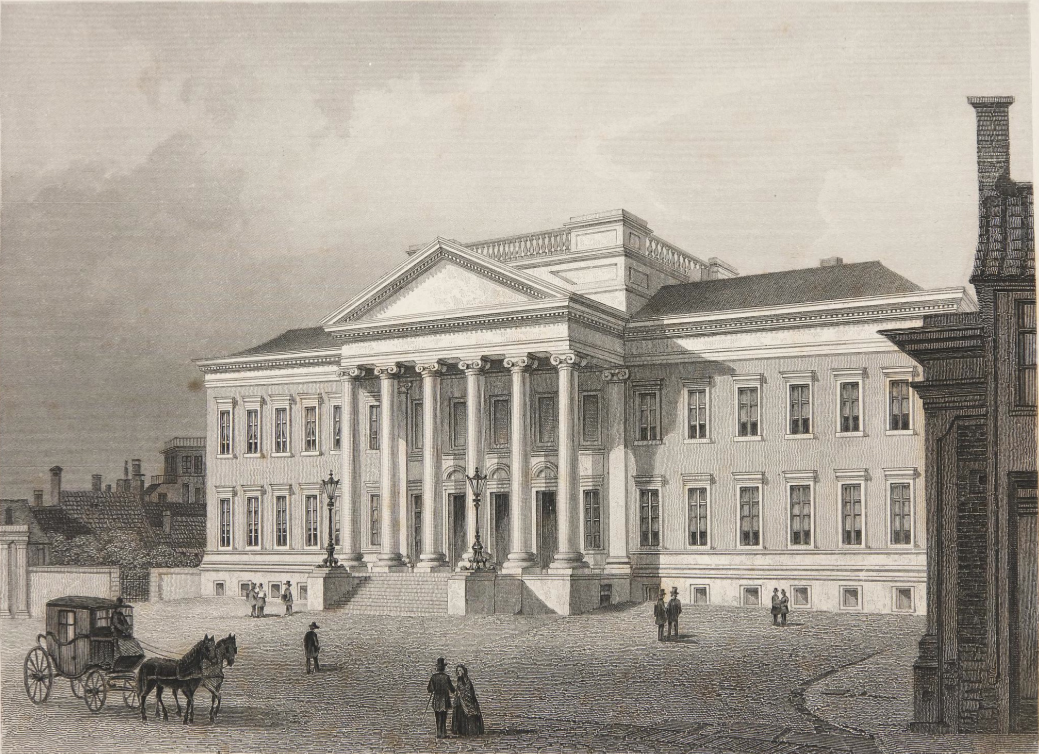
Das Hauptgebäude aus dem 19. Jahrhundert im Jahr 1858

Während der französischen Besatzung zwischen 1795 und 1814 wurde die Universität Groningen von der Kaiserlichen Universität Paris verwaltet. Anders als die Universität Leiden wurde sie nicht geschlossen und das Institut wurde in Kaiserliche Universität Groningen (Keizerlijke Universiteit Groningen) umbenannt. Während dieses Zeitraums blieb sie die einzige offene Universität im Königreich Holland. Nach den napoleonischen Kriegen wurde die Universität 1815, zur gleichen Zeit wie Leiden und Utrecht, als nationale Hochschule anerkannt, aber es folgten Diskussionen über ihre Schließung. Die Situation verbesserte sich, als 1850 ein neues Hauptgebäude der Universität, das Academiegebouw, errichtet wurde, das größtenteils von der Groninger Bevölkerung finanziert wurde. Ein Feuer zerstörte das Gebäude 1906 allerdings vollständig.
In der Zwischenzeit hatte das Hochschulgesetz von 1876 die Stellung der Universität radikal verbessert, die in „Rijksuniversiteit Groningen“ (RUG) umbenannt wurde. Der Unterricht fand in Niederländisch und Latein statt und die Universität erhielt sowohl einen Forschungs- als auch einen Bildungsauftrag.

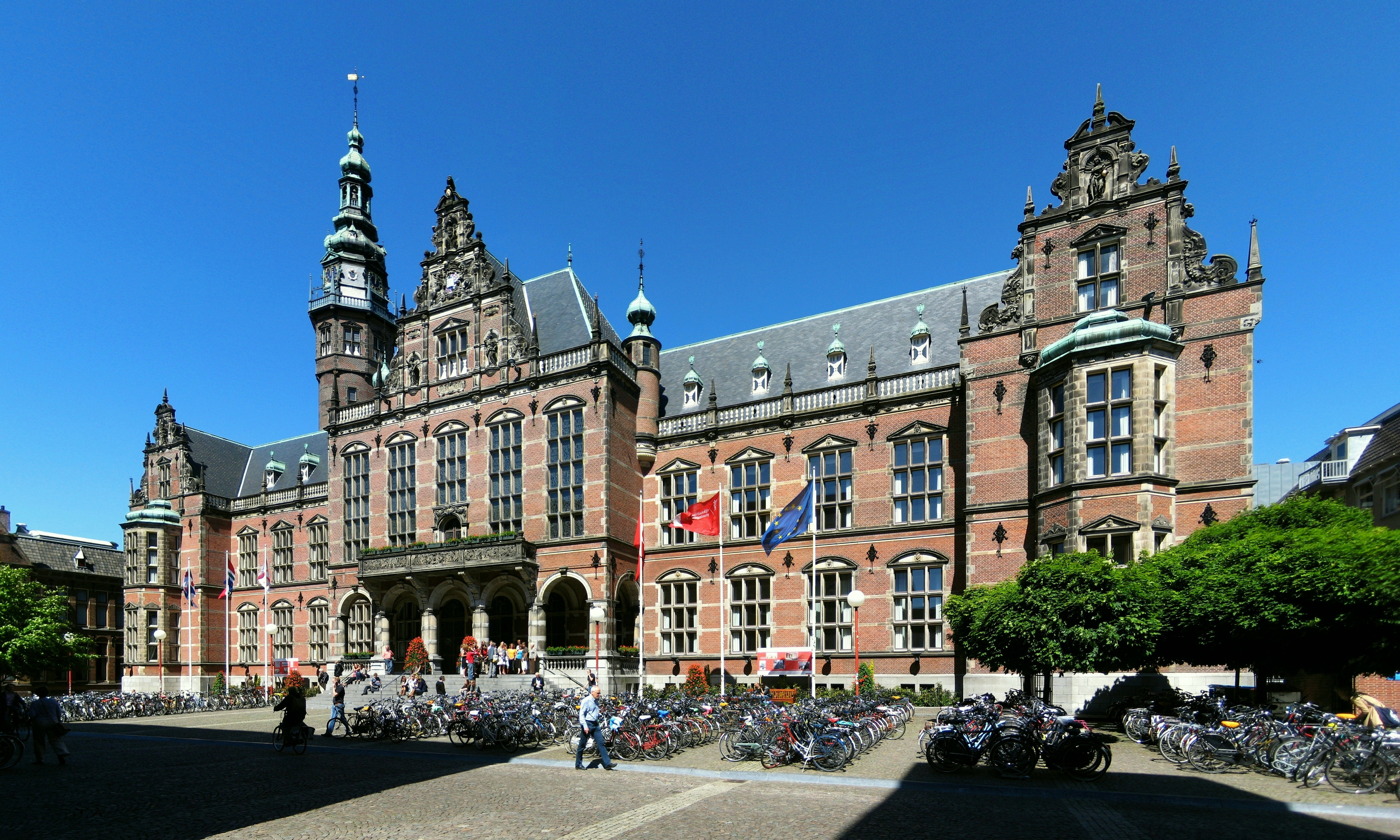
Das Hauptgebäude aus dem 20. Jahrhundert im Jahr 2009

In den ersten Jahrzehnten des 20. Jahrhunderts wuchs die Zahl der Fakultäten und Studiengänge stetig, die Zahl der Studenten nahm rasch zu. Als die Universität 1914 ihr 300-jähriges Bestehen feierte, waren 611 Studenten eingeschrieben, 1924 waren es bereits 1000. Nach einem Rückgang während der Depression Ende der 1920er- und in den 1930er-Jahren sowie insbesondere während des Zweiten Weltkriegs und der deutschen Besatzungszeit stieg die Zahl der Studenten ab 1945 rasch an und erreichte 1994 die Schwelle von 20.000. In jüngster Zeit sind etwa 34.000 Studenten an der Universität Groningen eingeschrieben, wobei die Zahl der ausländischen Studenten wieder stetig wächst, darunter auch viele deutsche Studenten und Forscher.
Im März 2015 unterzeichnete die RUG ein Abkommen mit der Landwirtschaftlichen Universität Chinas, um einen Campus in der chinesischen Stadt Yantai zu errichten. Damit wäre die RUG die erste niederländische Universität gewesen, die einen Campus in China eröffnet hätte. Der Plan wurde heftig kritisiert, vor allem wegen der Sorge über die Einschränkung der akademischen Freiheit durch die Zensur in der Volksrepublik China. Im Januar 2018 wurden die Pläne vom Vorstand der RUG aufgrund der „unzureichenden Unterstützung für das Projekt“ abgesagt.

## Kennzahlen
- 34.000 Studenten (2020)[14]
- 6.630 Erstsemester (1. September 2013)
- 5.238 VZÄ Mitarbeiter (inkl. UMCG)
- 479 Professoren (inkl. UMCG)
- 1.500 PhD (inkl. UMCG)
- 45 Bachelorstudiengänge, 146 Masterstudiengänge
- 83 englischsprachige Masterstudiengänge, darunter 15 Double-Degree-Programme und acht Erasmus-Mundus-Programme
- 23 englischsprachige Bachelorstudiengänge[6]
- 14 Forschungs-Masterstudiengänge
- 11 Fakultäten, 9 'Graduate Schools'[14]
- 614 Mio. Euro Umsatz[14]
- Die RUG hält Platz 66 im „Academic Ranking of World Universities“.[15]

## Fakultäten
Die Universität Groningen ist in elf Fakultäten gegliedert, die Studiengänge und Kurse in den Bereichen Geisteswissenschaften, Sozialwissenschaften, Rechtswissenschaften, Wirtschaftswissenschaften, Raumwissenschaften, Biowissenschaften sowie Naturwissenschaften und Technik anbieten. Jede Fakultät (vgl. College in den USA oder School in Europa) ist eine formale Gruppierung von akademischen Studiengängen, Schulen und Instituten, Fachbereichen, Forschungszentren und/oder einer beliebigen Kombination aus diesen, die zu Ausbildungszwecken zusammengeschlossen sind. Jede Fakultät bietet Bachelor-, Master-, PhD- und Austauschprogramme an, einige auch kurze Zertifikatskurse.
Seit 2014 verfügt die RUG auch über ein teilweise unabhängiges Universitätskolleg, das University College Groningen (UCG).
- Fakultät für Wirtschaftswissenschaften und Betriebswirtschaft
- Kunstschule
- Juristische Fakultät
- Theologische und religionswissenschaftliche Fakultät
- Philosophische Fakultät
- Fakultät für Verhaltens- und Sozialwissenschaften
- Fakultät für Medizinische Wissenschaften
- Fakultät für Naturwissenschaften und Technik
- Fakultät für Raumwissenschaften
- Universitätskolleg Groningen
- Campus Fryslân

## Studentenleben
Die Stadt Groningen ist als die Studentenstadt der Niederlande bekannt; etwa ein Drittel der Einwohner der Stadt studiert entweder an der Universität Groningen oder an der Hanze University of Applied Sciences. Die Universität bietet über ACLO ein breites Spektrum an sportlichen Aktivitäten und Kursen an. Für fast jede Sportart gibt es einen eigenen Verein, der seine Einrichtungen zu ermäßigten Preisen für Studierende zur Verfügung stellt.
An der Universität gibt es mehrere Studentenvereinigungen, die soziale Veranstaltungen für ihre Mitglieder organisieren, sowie Studenten- und Studienvereinigungen, die sich meist auf bestimmte Fakultäten und Studiengänge beziehen.
Die Nutzung des Fahrrads als Fortbewegungsmittel ist sowohl bei den Einheimischen als auch bei den Studenten besonders verbreitet, und es gibt integrierte, gekennzeichnete Radwege vom Stadtzentrum bis nach Zernike. Aus diesem Grund wird die Stadt im Volksmund auch als „World Cycling City“ bezeichnet.
Studentisches Wohnen
Die Universität Groningen verfügt nicht über Studentenwohnungen. Sie bietet jedoch Studenten eine Unterkunft über SSH Student Housing an, das Studentenhäuser an verschiedenen Standorten in Groningen und anderen Städten in den Niederlanden betreibt. Eine große Anzahl von Studenten wohnt jedoch in privaten Unterkünften in der Stadt. Seit kurzem gibt es auch The Student Hotel, das die Wohnmöglichkeiten für Studenten erweitert. Um die jährliche Wohnungsknappheit zu bekämpfen, hat die Stadt Groningen den Bau von Kurzzeitunterkünften wie The Village gefördert, das aus Schiffscontainern für internationale Studenten besteht. Die niederländische Regierung hat strenge Gesetze für private Unterkünfte, sowohl für die Mieter (Studenten) als auch für die Vermieter, damit faire Mietpreise und Mietbedingungen aufrechterhalten werden können.
Im Jahr 2018 erhielt die Universität nationale Aufmerksamkeit aufgrund der Wohnungskrise in der Stadt Groningen. Aufgrund der Tatsache, dass die meisten neuen Studenten an der Universität vor allem aus anderen Teilen des Landes oder der Welt kommen, gab es einen Mangel an Unterbringungsmöglichkeiten für Studenten. Besonders im Herbstsemester 2021 erreichte die Wohnungskrise ihren Höhepunkt, als Hunderte von Studenten Berichten zufolge keine Unterkunft hatten und auf Notunterkünfte zurückgreifen mussten. Die Wohnungsnot rief Proteste im Stadtzentrum hervor, die darin gipfelten, dass das Akademiegebäude vorübergehend von Studenten besetzt wurde, um Druck auf die Stadt auszuüben, die Notunterkünfte zu erweitern.

## Berühmte Absolventen

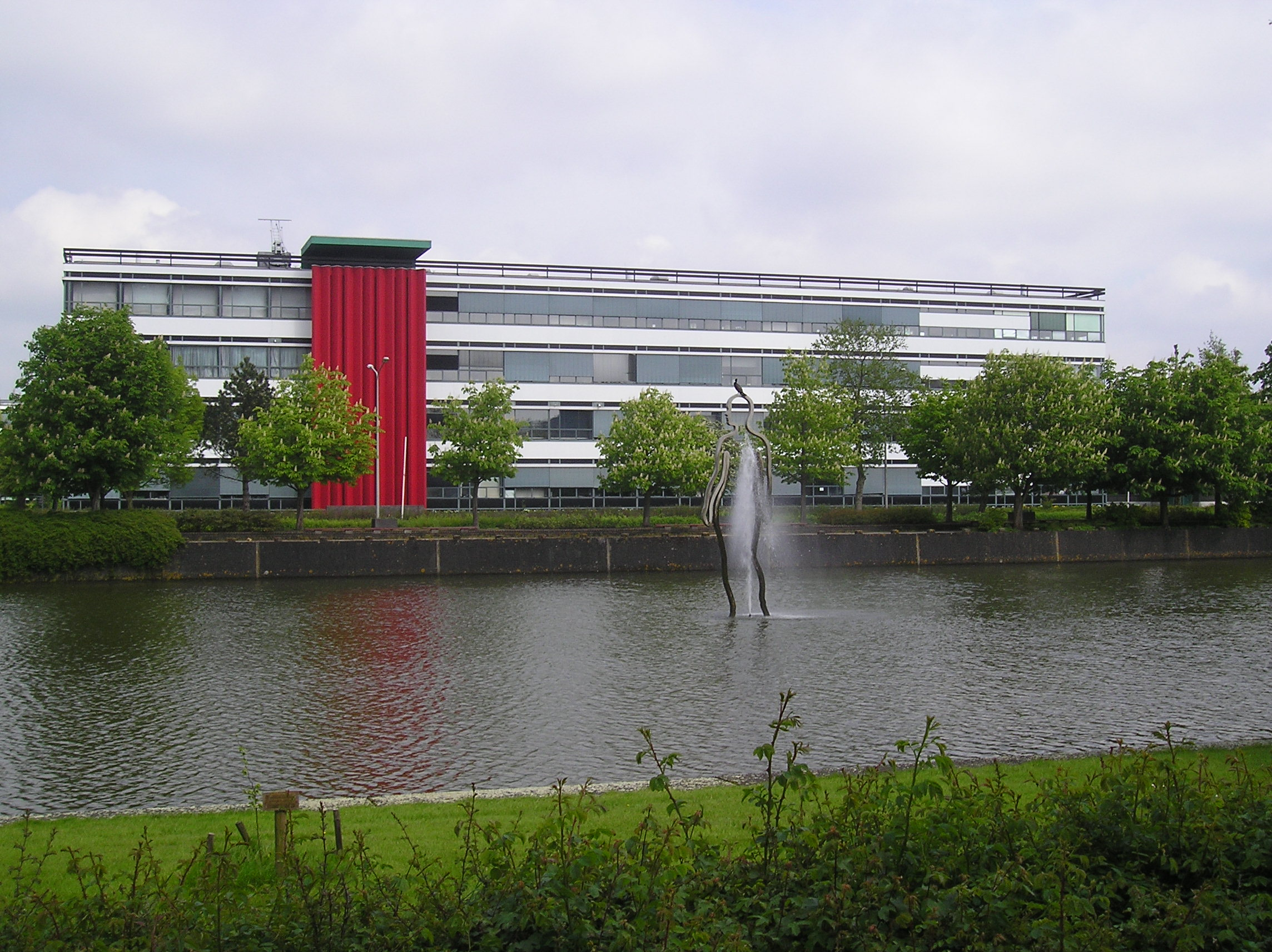
Zernike Institute for Advanced Materials

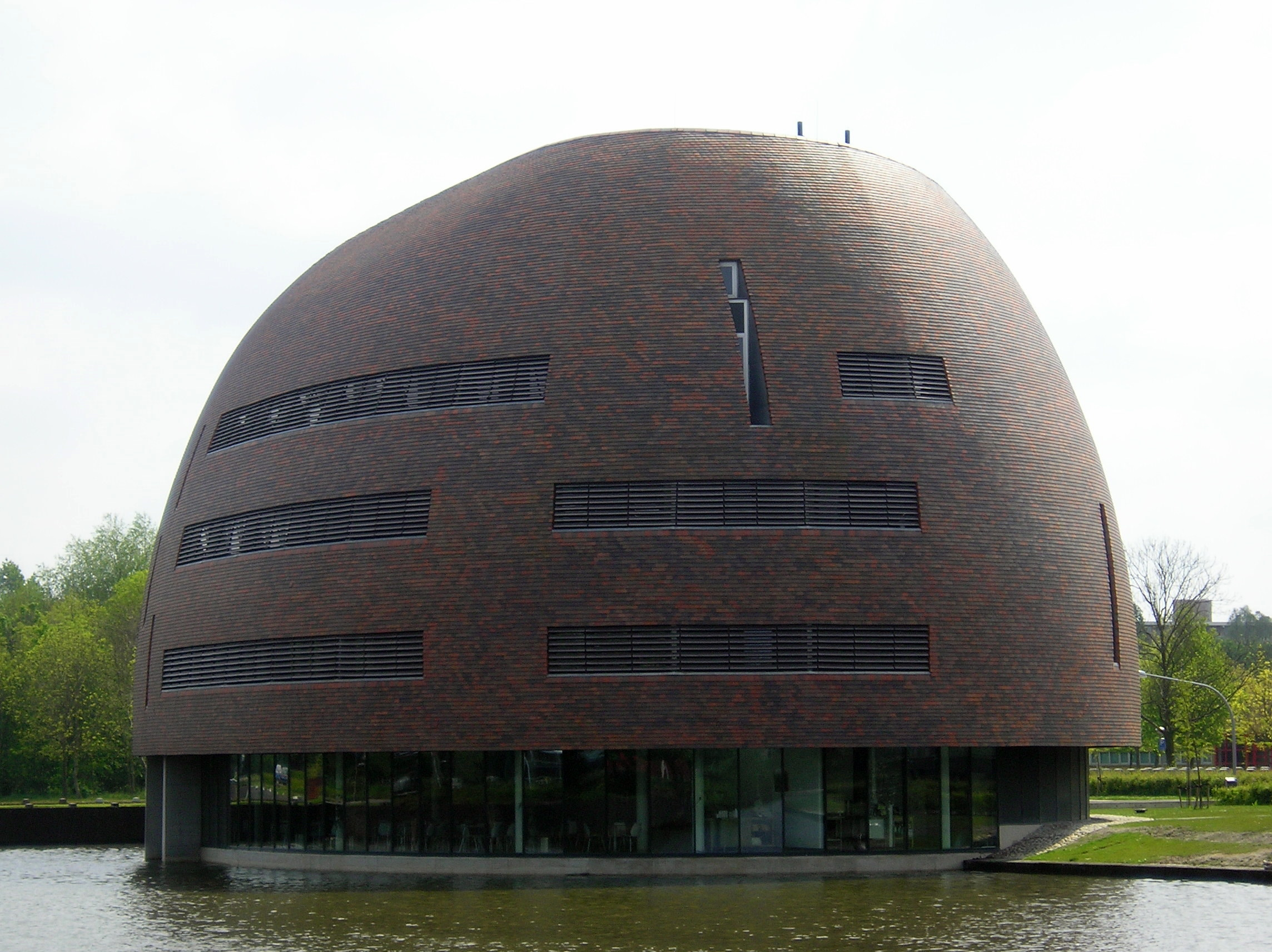
Zernikecomplex

### Politiker
- Haijo Apotheker (* 1950), ehemaliger Minister für das heutige Ministerium für Landwirtschaft, Umwelt und Nahrungsmittelqualität, Bürgermeister der Gemeinde Súdwest-Fryslân, Student der Soziologie, Absolvent 1974
- Annie Brouwer-Korf, Bürgermeister von Utrecht, Student der Rechtswissenschaft, Absolvent 1970
- Suzy Camelia-Römer (* 1959), Vorsitzende der Nationale Volkspartij (NVP) / Partido Nashonal di Pueblo (PNP), ehemalige Premierministerin der Niederländischen Antillen, Studentin der Rechtswissenschaft, Absolventin 1981
- Job Cohen (* 1947), Fraktionsvorsitzender der Sozialdemokraten (PvdA) im Parlament, ehemaliger Bürgermeister von Amsterdam und früherer Staatssekretär des Justizministeriums, Student der Rechtswissenschaft, Absolvent 1971
- Wim Duisenberg (1935–2005), ehemaliger Präsident Europäische Zentralbank, Student der Wirtschaftswissenschaften, Absolvent 1961
- Pim Fortuyn (1948–2002), Politiker, Promotion 1980, Dozent in Groningen von 1972–1988
- Frank de Grave, Mitglied der Tweede Kamer als Abgeordnete der VVD und Vize-Fraktionsvorsitzender, ehemaliger Verteidigungsminister und Staatssekretär des Sozialministeriums, Student der Rechtswissenschaft, Absolvent 1979
- Sybrand van Haersma Buma (* 1965), Politiker (Bürgermeister von Leeuwarden und ehemaliger Parteivorsitzender des CDA)
- Johan Huizinga (1872–1945), Kulturhistoriker, Promotion 1896, Professor in Groningen von 1905–1915
- Herman de Ranitz (1794–1846), Bürgermeister von Groningen, promoviert 1816 und 1819
- Richard van Rijssen (* 1953), Diplomat, Botschafter in Norwegen und der Slowakei, Student der Rechtsphilosophie, Zivilrecht und Internationale Beziehungen, Absolvent 1979, danach Forschungsassistent an der Universität
- Vincent Rumpff (1701–1781), Bürgermeister von Hamburg, Absolvent 1725
- Joachim Sillem (1691–1737), Hamburger Ratsherr, Student der Rechtswissenschaft, Absolvent 1718
- Arie Slob (* 1961), Politiker der ChristenUnie, Mitglied der Zweiten Kammer, Absolvent 1990
- Pieter Jelles Troelstra (1860–1930), sozialistischer Politiker, Student der Rechtswissenschaft, Absolvent 1888
- Bert de Vries (* 1938), Alt-Minister des Sozialministeriums, Student der Wirtschaftswissenschaft, Absolvent 1974
- Sahra Wagenknecht (* 1969), bundesdeutsche Politikerin (Die Linke), Studentin der Philosophie, Absolventin 1996
- Jacques Wallage (* 1946), Bürgermeister von Groningen, ehemaliger Fraktionsvorsitzender der Partij van de Arbeid in der Tweede Kamer und ehemaliger Staatssekretär für das Bildungs- und Wissenschaftsministerium und das Sozialministerium, Student der Soziologie, Absolvent 1971
- Gerrit Ybema, ehemaliger Staatssekretär von Wirtschaftsangelegenheiten, Student der Wirtschaftswissenschaft, Absolvent 1977
- Paramanga Ernest Yonli (* 1956), Ministerpräsident von Burkina Faso, Student der Wirtschaftswissenschaft und PhD-Student 1997
- Etienne Ys (* 1962), ehemaliger Präsident der Niederländischen Antillen, Student der Rechtswissenschaft, Absolvent 1985
- Halbe Zijlstra (* 1969), niederländischer Kultur-Staatssekretär von Oktober 2010 bis November 2012

### Wissenschaftler
- Ben Feringa (* 1951), Chemienobelpreisträger
- Albert Egges van Giffen (1884–1973), Archäologe, Botaniker und Zoologe
- Cornelius Hasselblatt (* 1960), Finno-Ugrist
- Johann Heineken (1761–1851), Mediziner
- Arnold F. Holleman (1859–1953), Chemiker und Lehrstuhlinhaber
- Jan Hendrik Holwerda (1873–1951); Archäologe
- Heike Kamerlingh Onnes (1853–1926), Nobelpreisträger für Physik, 1913
- Heinrich Kuhl (1797–1821), deutscher Naturwissenschaftler und Zoologe, Kurator am Naturalis in Leiden, Absolvent 1819
- Wubbo Ockels (1946–2014), erster Niederländer im Weltall als ESA-Astronaut des Spacelab (1985), Student der Physik und Mathematik, Absolvent 1973
- Jan Hendrik Oort (1900–1992), Astronom, postulierte die Oortsche Wolke, Student der Astronomie, Absolvent 1921
- Dagmar Reichardt (* 1961), Kulturwissenschaftlerin, Italianistin
- Lars Rensmann (* 1970), Politikwissenschaftler und Hochschullehrer
- Wijnand van der Sanden (* 1953), niederländischer Prähistoriker und Provinzialarchäologe, Absolvent 1990
- Johann Melchior Steinberg (1625–1670), reformierter Theologe, Promotion 1649 und 1654
- Jantine Tammes (1871–1947), Botanikerin, Studentin und später außerordentliche Professorin der Universität
- Luuk Tinbergen (1915–1955), Inhaber der ersten Professur für Ökologie der Universität
- Frits Zernike (1888–1966), Nobelpreisträger für Physik, 1953. Er wurde 1913 Assistent von Jacobus C. Kapteyn an der Universität Groningen und promovierte 1915 über die Kritische Opaleszenz. Anschließend lehrte er als Dozent für mathematische Physik in Groningen und erhielt 1920 eine Professorenstelle.

### Andere
- Henk Feldmeijer (1910–1945), niederländischer nationalsozialistischer Politiker, Hauptsturmführer der Niederländischen SS
- Prinz Bernhard jun., Wirtschaft, Absolvent 1995
- Wim van Es (* 1934), Archäologie
- Willem Glasbergen (1923–1979), Archäologie und Kunstgeschichte
- Prinzessin Laurentien (* 1966), Geschichte
- Prinz Maurits, Wirtschaft, Absolvent 1995
- Prinzessin Marilène, Betriebswirtschaft, 1994
- Richard van Rijssen (* 1953), Diplomat, Rechtsphilosophie und Zivilrecht, 1979
- Epke Zonderland (* 1986), Geräteturner und erste olympische Medaille im Turnen der Männer für die Niederlande

## Ehemalige Professoren
- Matthias Pasor (1599–1658), reformierter Theologe, Mathematiker und Linguist
- Martin Schoock (1614–1669), Professor der Logik und Physik und bedeutender Geschichtsschreiber des Kurfürsten Friedrich Wilhelm (Brandenburg)
- Alexander Arnold Pagenstecher (1659–1716), Rechtswissenschaftler und Hochschullehrer